# Tennis ai XV Giochi del Mediterraneo
Il torneo di tennis dei XV Giochi del Mediterraneo si è disputato ad Almeria tra il 27 giugno e il 3 luglio 2005. La nazione dominatrice è stata la Spagna, che si è aggiudicata tutte e 4 le gar in programma nella manifestazione.

## Podi

### Uomini
| Evento                      | Oro                                           | Argento                                      | Bronzo                                |
| Singolo maschile (dettagli) | Nicolás Almagro                               | Guillermo García López                       | Simone Bolelli                        |
| Doppio maschile (dettagli)  | Spagna Guillermo García López Nicolás Almagro | Algeria Lamine Ouahab Slimane Mokrane Saoudi | Slovenia Bostjan Osabnik Greta Zemlja |

### Donne
| Evento                       | Oro                                          | Argento                        | Bronzo                                   |
| Singolo femminile (dettagli) | Laura Pous Tió                               | Nuria Llagostera Vives         | Matea Mezak                              |
| Doppio femminile (dettagli)  | Spagna Nuria Llagostera Vives Laura Pous Tió | Croazia Ana Vrljić Matea Mezak | Italia Stefania Chieppa Verdiana Verardi |

## Medagliere
| Posizione | Paese    |   |   |   | Totale |
| --------- | -------- | - | - | - | ------ |
| 1         | Spagna   | 4 | 2 | 0 | 6      |
| 2         | Croazia  | 0 | 1 | 1 | 2      |
|           | Algeria  | 0 | 1 | 0 | 1      |
| 4         | Italia   | 0 | 0 | 2 | 2      |
| 5         | Slovenia | 0 | 0 | 1 | 1      |
| Totale    | Totale   | 4 | 4 | 4 | 12     |